# Phạm Tuyên
Phạm Tuyên (sinh ngày 12 tháng 1 năm 1930) là một nhạc sĩ nổi tiếng người Việt Nam, cựu Chủ tịch Hội Âm nhạc Hà Nội, tác giả của bài hát "Như có Bác trong ngày đại thắng", "Đảng đã cho ta một mùa xuân", "Chiếc đèn ông sao" cùng nhiều bài hát thiếu nhi phổ biến với trẻ em Việt Nam.

## Thân thế và sự nghiệp
Phạm Tuyên sinh ngày 12 tháng 1 năm 1930, quê ở làng Lương Ngọc, xã Thúc Kháng, huyện Bình Giang, tỉnh Hải Dương và là người con thứ 9 của Phạm Quỳnh, một viên quan đại thần và nhà văn hóa thời Nguyễn.
Năm 1949, ông công tác tại Trường Lục quân Trần Quốc Tuấn, khóa V. Năm 1950, là Đại đội trưởng tại Trường Thiếu sinh quân Việt Nam. Trong thời gian này, ông đã có những chùm ca khúc về Trường Lục quân Trần Quốc Tuấn, về Thiếu sinh quân Việt Nam.
Năm 1954, ông được cử làm cán bộ phụ trách Văn-Thể-Mỹ tại Khu học xá Trung ương (tại Nam Ninh, Trung Quốc). Từ năm 1958, ông về nước, làm việc tại Đài tiếng nói Việt Nam, đảm nhiệm nhiều chức vụ chỉ đạo về biên tập âm nhạc. Từ đó cho đến năm 1975, ông đã sáng tác nhiều bài hát được nhiều người biết như: Bài ca người thợ rừng, Bài ca người thợ mỏ, hợp xướng Miền Nam anh dũng và bất khuất, Bám biển quê hương, Yêu biết mấy những con đường, Chiếc gậy Trường Sơn, Gảy đàn lên hỡi người bạn Mỹ, Từ làng Sen, Đêm trên Cha Lo, Từ một ngã tư đường phố, Có ai vô xứ Nghệ.
Bài Như có Bác trong ngày đại thắng được ông sáng tác đêm ngày 28 tháng 4 năm 1975, tập và thu âm ngay trong chiều ngày 30 tháng 4 để phát sóng trong bản tin thời sự đặc biệt 17 giờ cùng ngày của Đài tiếng nói Việt Nam chính thức công bố tin giải phóng hoàn toàn miền Nam Việt Nam.
Sau 1975, ông có ca khúc bất hủ như: Gửi nắng cho em, Con kênh ta đào, Màu cờ tôi yêu (thơ Diệp Minh Tuyền), Thành phố mười mùa hoa (1985, thơ Lệ Bình...).
Ca khúc Chiến đấu vì độc lập tự do được ông sáng tác ngay trong đêm của ngày nổ ra cuộc chiến tranh biên giới Việt-Trung năm 1979. Ca khúc này đã mở đầu cho trào lưu cho dòng nhạc "biên giới phía Bắc" nhưng không còn được lưu hành kể từ khi quan hệ ngoại giao Việt Nam - Trung Quốc được cải thiện.
Ông có sáng tác nhiều cho lớp trẻ. Nhiều bài hát thiếu nhi đã trở thành bài truyền thống qua nhiều thế hệ như: Tiến lên đoàn viên, Chiếc đèn ông sao, Hành khúc Đội thiếu niên Tiền phong Hồ Chí Minh, Hát dưới cờ Hà Nội, Gặp nhau giữa trời thu Hà Nội, Đêm pháo hoa, Cô và mẹ...
Ông còn viết nhiều bài cho tạp chí, Đài phát thanh và truyền hình giới thiệu về thẩm mỹ âm nhạc, về tác giả và tác phẩm, là người đề xướng và chỉ đạo nhiều cuộc thi mang tính chất toàn quốc như Tiếng hát hoa phượng đỏ, Liên hoan Văn nghệ truyền hình toàn quốc, nhiều năm là Chủ tịch Hội đồng giám khảo của nhiều Hội diễn toàn quốc về văn hoá - văn nghệ của Bộ Văn hóa Thông tin và nhiều ngành khác trong nước.
Ông là Ủy viên Thường vụ Ban Chấp hành Hội Nhạc sĩ Việt Nam từ năm 1963 đến năm 1983.
Vào năm 1993, ông phổ lời Việt cho một số ca khúc chủ đề trong phim hoạt hình Nhật Bản Doraemon cho Đội ca thiếu nhi Thành phố Hồ Chí Minh thể hiện. Sau đó các bài hát được Nhà xuất bản Kim Đồng tập hợp phát hành dưới dạng băng casette gồm 2 vol dưới tên Chúng ta hát cùng Doraemon
Ông hiện đã nghỉ hưu và sống tại Hà Nội. Ngày 18 tháng 8 năm 2011, ban liên lạc họ Phạm tại thành phố Hồ Chí Minh và công ty TNHH Họ Phạm Phương Nam tổ chức đêm nhạc Họ Phạm với chủ đề: "Mọi trái tim - một tấm lòng" cũng mời ông và nhạc sĩ Phạm Duy tới dự.
Năm 2001, nhạc sĩ Phạm Tuyên được trao Giải thưởng Nhà nước về văn học nghệ thuật cho cụm 5 tác phẩm: Đảng đã cho ta một mùa xuân, Bám biển quê hương, Chiếc gậy Trường Sơn, Gảy đàn lên hỡi người bạn Mỹ, Như có Bác trong ngày đại thắng.
Năm 2005, Phạm Tuyên được đề cử giải thưởng Hồ Chí Minh nhưng không đạt vì ông chưa có cụm công trình nào xuất sắc hơn cụm công trình đã được Giải thưởng Nhà nước.

Năm 2012, ông được Nhà nước Việt Nam trao tặng Giải thưởng Hồ Chí Minh đợt IV (4) về văn học nghệ thuật cho các tác phẩm Những ngôi sao ca đêm, Từ Làng Sen, Đêm trên Cha Lo, Tiến lên Đoàn viên, Đảng đã cho tôi sáng mắt sáng lòng.

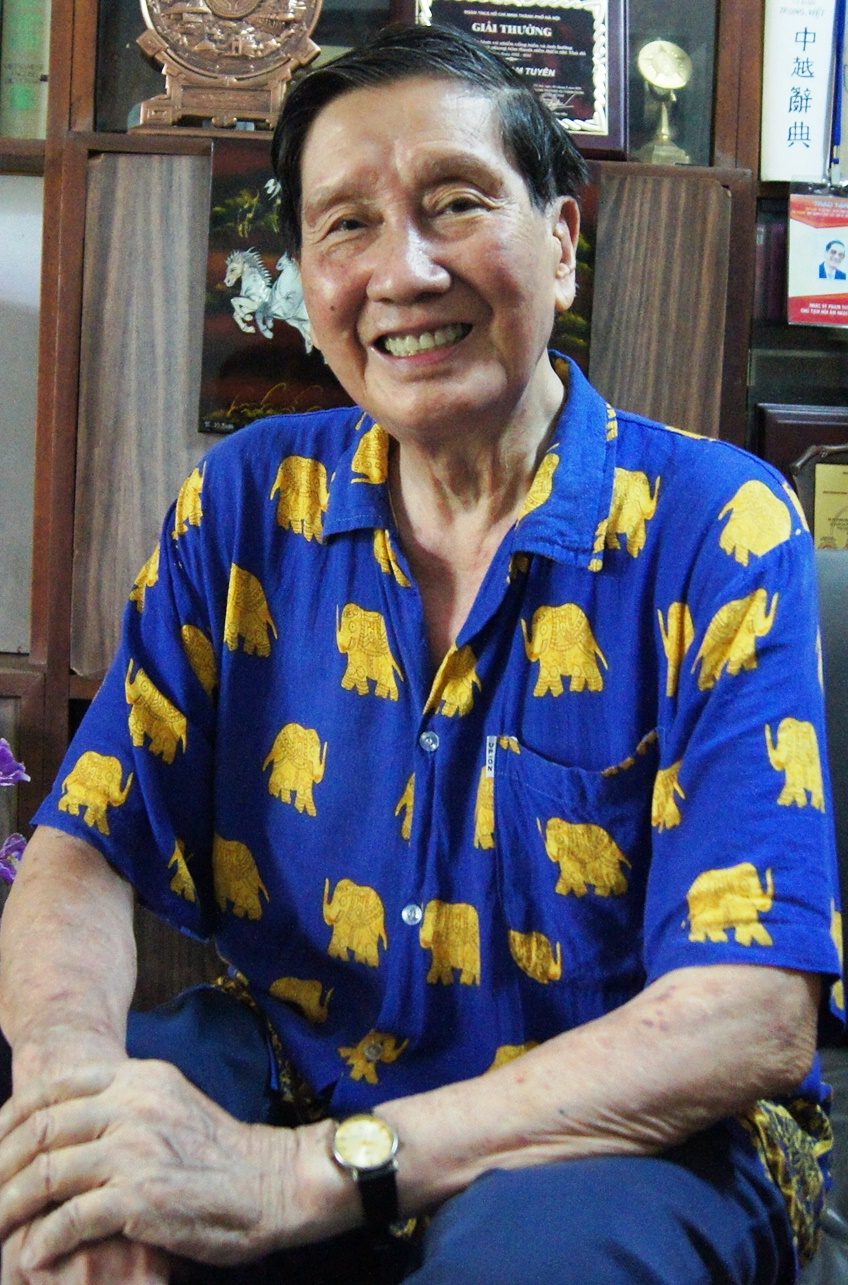
Phạm Tuyên tại nhà riêng của ông

## Đời tư
Vợ ông là Nguyễn Ánh Tuyết (1936-2009), phó giáo sư, tiến sĩ chuyên ngành tâm lý học, chủ nhiệm đầu tiên của khoa Giáo Dục Mầm non Trường Đại học Sư phạm Hà Nội, tác giả của 18 bộ giáo trình giảng dạy, 40 năm giảng dạy và viết bài cho nhiều tạp chí khoa học, giáo dục... Ông bà có với nhau hai người con gái.

## Các ấn bản
- Nhạc Lý cơ bản (Khu học xá TW-1956)
- Tập ca khúc Chiếc gậy Trường Sơn (Nhà xuất bản Âm nhạc 1973); Tập ca khúc Phạm Tuyên (Nhà xuất bản Văn hoá, 1982); Gửi nắng cho em (Nhà xuất bản Âm nhạc, 1991); Ca khúc Phạm Tuyên (50 bài, Nhà xuất Âm nhạc, 1994);
- Băng Audio-cassette Gửi nắng cho em (Saigon Audio, 1992); Lời ru của đêm (Công ty đầu tư phát triển, Bộ Văn hóa Thông tin - 1993); Chúng ta hát cùng Đô Rê Mon (Nhà xuất bản Kim Đồng - 12/1993)
- Sách âm nhạc: Các bạn trẻ hãy đến với âm nhạc (Nhà xuất bản Thanh niên, 1982), Âm nhạc ở quanh ta (Nhà xuất bản Kim Đồng, 1987). Chú voi con ở bản Đôn (Nhà xuất bản Âm nhạc, 1995). Cánh én tuổi thơ (Nhà xuất bản Kim Đồng, 1997) và còn rất nhiều những tác phẩm khác

## Các tác phẩm
- Ai yêu các nhi đồng bằng Bác Hồ Chí Minh (Lời: Thư Trung thu của chủ tịch Hồ Chí Minh năm 1952) (1970)
- Bà Còng đi chợ (đồng dao)
- Ba mươi sáu sợi phố (1996)
- Bài ca ngày hội khoẻ
- Bài ca người phụ nữ mới
- Bài ca người thợ mỏ (1964)
- Bài ca người thợ rừng (1963)
- Bài ca tuổi trẻ Nam Ngạn anh hùng (1967)
- Bài hát về Doraemon (Gốc: Doraemon No Uta) (Nhạc Nhật) (1993)
- Bám biển quê hương (1964)
- Bầu trời là cái túi to (Gốc: Aoi Sora Wa Pocket Sa) (Nhạc Nhật) (1993)
- Bầu trời xanh đẹp tuyệt vời! (Gốc: Aozoratte Iina) (Nhạc Nhật) (1993)
- Bầu bí thương nhau (đồng dao) (1991)
- Biển và chúng ta (Gốc: Umi Wa Bokura To) (Nhạc Nhật) (1993)
- Cả tuần đều ngoan (1975)
- Cái bống bình (đồng dao)
- Cái cò đi đón cơn mưa (đồng dao)
- Cái nón (1971)
- Cánh chim Điện Biên
- Cánh én tuổi thơ (1987)
- Cần Thơ một khúc ca (1984)
- Có ai vô xứ Nghệ (1974)
- Con chim chích choè (đồng dao)
- Con kênh ta đào (1977)
- Cô và mẹ (1975)
- Chiếc đèn ông sao (1954)
- Chiếc gậy Trường Sơn (1967)
- Chiến đấu vì độc lập tự do (1979)
- Chú voi con ở Bản Đôn
- Chúc ngủ ngon (Gốc: Johannes Brahms)
- Chúng mình là người sống trên trái đất (Gốc: Bokutachi Chikyuujin) (Nhạc Nhật) (1993)
- Chúng tôi là đồng đội của Lê Đình Chinh (1978)
- Đảng đã cho ta một mùa xuân (1960)
- Đảng đã cho ta sáng mắt, sáng lòng (1959)
- Đêm pháo hoa
- Đêm trên Cha Lo (1971)
- Em bé và người đưa thư (1977)
- Em được nghe chuyện Bác Hồ (1959)
- Em vào thiếu sinh quân
- Em vui chơi ngày hôm nay (1958)
- Gánh gánh gồng gồng (đồng dao)
- Gảy đàn lên hỡi người bạn Mỹ (1969)
- Gặp nhau giữa trời thu Hà Nội (1981)
- Gửi nắng cho em (1976)
- Giá em đừng yêu anh (1980)
- Hà Nội Điện Biên Phủ (ca khúc sáng tác trong 12 ngày đêm ngày khói lửa trên bầu trời Hà Nội) (1972)
- Hà Nội những đêm không ngủ (1972)
- Hành khúc Đội thiếu niên Tiền phong Hồ Chí Minh (1970)
- Hát dưới trời Hà Nội (1977)
- Hát mừng Tổ quốc
- Hát trên đường ta đi tới
- Hát trong đêm hội trống quân
- Hát về Hà Nội (1966)
- Hòa binh, tình yêu (1983)
- Hoa cúc mùa thu (1993)
- Khi ta có mặt trời chân lý (1975)
- Khúc hát hòa bình của em bé châu Mỹ (1983)
- Khúc hát ru của người mẹ trẻ (1980)
- Lên thăm chú cuội (1998)
- Lời ru của đêm (1987)
- Lời ru mùa xuân (1986)
- Lớp học rừng (1950)
- Mãi mãi là bạn bên nhau (Gốc: Tomodachi Dakara) (Nhạc Nhật) (1993)
- Màu cờ tôi yêu (thơ: Diệp Minh Tuyền) (1979)
- Mặt trời bay (1988)
- Miền Nam anh dũng và bất khuất (1960)
- Mình là Doraemon (Gốc: Boku Doraemon) (Nhạc Nhật) (1993)
- Mời bạn cùng vui múa ca
- Mùa xuân - Tình bạn (1983)
- Năm bông hồng trắng (Thơ: Đỗ Bạch Mai) (1993)
- Nụ cười (nhạc Nga: Ulybka)
- Ngày thống nhất Bác đi thăm (1976)
- Người du khách (Gốc: Toki No Tabibito) (Nhạc Nhật) (1993)
- Nhớ ơn (đồng dao)
- Nhớ và quên (Thơ: Hoàng Minh Châu) (1991)
- Như có Bác trong ngày đại thắng (1975)
- Những cánh chim Hồng Gấm (1971)
- Những ngôi sao ca đêm (1964)
- Những người con gái đồng chiêm (1964)
- Pháo hoa bên Hồ Gươm (1974)
- Phố ngoại ô (1971)
- Quảng Bình chiến thắng (1965)
- Rềnh rềnh ràng ràng (đồng dao)
- Rước đèn dưới ánh trăng (1982)
- Sơn Ca ơi hát lên (1978)
- Suối Lênin (1970)
- Tay đẹp (đồng dao)
- Tiến lên đoàn viên (1954)
- Tiễn thầy đi bộ đội (1979)
- Tiếng chuông và ngọn cờ (1985)
- Tiếng hát những đêm không ngủ (1970)
- Tổ quốc bao giờ đẹp thế này chăng (Thơ: Chế Lan Viên)
- Tổ quốc ngày mới (1976)
- Tôi không hiểu vì sao (Gốc: Watashi Ga Fushigi) (Nhạc Nhật) (1993)
- Tu hú là chú bồ các (đồng dao)
- Tự hào là em các anh (1968)
- Từ làng Sen (1969)
- Từ một ngã tư đường phố (1971)
- Thành phố mười mùa hoa (thơ Lệ Bình) (1985)
- Thấy chăng anh, cảng của chúng tôi (1973)
- Thầy giáo em là bộ đội (1971)
- Thiếu sinh quân ở một nơi thật vừa (1950)
- Thời niên thiếu (Gốc: Shounen Ki) (Nhạc Nhật) (1993)
- Trái tim ta hiến dâng cho tuổi trẻ (1982)
- Trên thảo nguyên Mộc Châu
- Trường chúng cháu là trường mầm non (1973)
- Vang tận trời cao (Gốc: Ten Made Todoke) (Nhạc Nhật) (1993)
- Vầng sáng Hà Nội (Tổ khúc: Trận địa bên sông Hồng, Phố vắng, Khúc hát dân phòng, Pháo hoa bên Hồ Gươm) (1974)
- Vì có bạn (Gốc: Kimi Ga Iru Kara) (Nhạc Nhật) (1993)
- Việt Bắc nhớ Bác Hồ (1969)
- Yêu biết mấy những con đường (1966)